# Chamézi
Chamézi, en grec moderne : Χαμέζι est un village du dème de Sitía, en Crète, en Grèce. Selon le recensement de 2011, la population de Chamézi compte 253 habitants. Le village est situé à une altitude de 430 m et à une distance de 10 km de Sitía.

## Recensements de la population
| Recensements | 1900 | 1920 | 1928 | 1940 | 1951 | 1961 | 1971 | 1981 | 1991 | 2001 | 2011 |
| ------------ | ---- | ---- | ---- | ---- | ---- | ---- | ---- | ---- | ---- | ---- | ---- |
| Population   | 364  | 475  | 520  | 576  | 569  | 540  | 456  | 319  | 309  | 241  | 253  |